# إيلين سوالو ريتشاردز
إيلين هينريتا سوالو ريتشاردز (بالإنجليزية: Ellen Swallow Richards) (3 ديسمبر 1842- 30 مارس 1911) هي مهندسة وقائية وصناعية وكيميائية بيئية وعضو هيئة تدريس جامعية في الولايات المتحدة خلال القرن التاسع عشر. أدى عملها الرائد في الهندسة الصحية والبحوث التجريبية في علم التدبير المنزلي إلى وضع أساس لعلم الاقتصاد المنزلي الجديد. كانت مؤسسة حركة الاقتصاد المنزلي التي تميزت بتطبيق العلم على المنزل، وأول من طبق الكيمياء على دراسة التغذية.
تخرجت ريتشاردز من أكاديمية ويستفورد (ثاني أقدم مدرسة ثانوية في ماساتشوستس) عام 1862، وكانت المرأة الأولى التي قُبلت في معهد ماساتشوستس للتكنولوجيا (MIT) وتخرجت عام 1873، لاحقًا أصبحت أول مدرسة أنثى في تاريخه. كانت السيدة ريتشاردز أول امرأة في أمريكا قُبلت في أي مدرسة للعلوم والتكنولوجيا، والمرأة الأمريكية الأولى التي تنال شهادة في الكيمياء من كلية فاسار عام 1870.
كانت ريتشاردز نسوية براغماتية وكانت من مؤسسي النسوية البيئية، آمنت أن عمل النساء داخل المنزل كان جانبًا أساسيًا للاقتصاد. توفيت في بوسطن يوم 30 مارس عام 1911 بعد إصابتها بذبحة صدرية، عن عمر يناهز 69 عاماً.

## السيرة الذاتية

### مقتبل طفولتها
ولدت ريتشاردز في دونستيبل بولاية ماساتشوستس. كانت الطفل الوحيد لبيتر سوالو (ولد في 27 يونيو 1813 في دنستابل، وتوفي في مارس 1871 في ليتلتون، ماساتشوستس) وفاني جولد تيلر (ولدت في 9 أبريل 1817 في نيو إيبسويتش بولاية نيوهامبشير) وكلاهما ينحدران من عائلات معروفة من ذوي الدخل المتوسط وكانا مؤمنين بقيمة التعليم.

### النشأة والتعليم
تلقت إيلين تعليمها المبكر في منزلها، وفي عام 1859 انتقلت العائلة إلى ويستفورد وارتادت أكاديمية ويستفورد. شملت المواد التي درستها في الأكاديمية الرياضيات والإنشاء واللاتينية مثل أكاديميات منطقة نيو إنجلاند آنذاك. مكن إتقان إيلين للاتينية من تعلمها الفرنسية والألمانية وهي لغة نادرة في شمال نيويورك، وكانت الحاجة لها كمعلمة أعلى بسبب مهاراتها اللغوية، ومكنها الدخل الذي كسبته من هذه المهنة من متابعة دراستها.
في مارس 1862 غادرت الأكاديمية، وفي مايو بعد شهرين أصابتها الحصبة التي أدت إلى تراجعها جسديًا وقطعت تحضيراتها لبدء التدريس.
في ربيع عام 1863 انتقلت العائلة إلى ليتلتون ماساتشوستس، حيث اشترى السيد سوالو متجرًا أكبر ووسع تجارته، وفي تموز عام 1864، نالت إيلين ذات الأربعة وعشرين ربيعًا وظيفة بالتدريس.
لم تعلّم مجددًا في عام 1865 لكنها قضت تلك السنة في العناية بمتجر العائلة ورعاية أمها المريضة. وخلال شتاء 1865-1866 درست إيلين وحضرت محاضرات في ورسيستر.

### التعليم في الكلية
في سبتمبر 1868 دخلت كلية فاسار مصنفة كطالبة مميزة. وبعد عام تقريبًا قبلت في السنة الأخيرة لتتخرج عام 1870 بشهادة جامعية، ثم نالت الماجستير في الآداب بأطروحة عن التحليل الكيميائي لفلز الحديد. من أكثر المؤثرين عليها شخصيا خلال سنوات الكلية عالمة الفلك ماريا ميتشل، والبروفيسور تشارلز س. فارار (1826-1908) الذي كان يترأس قسم العلوم الطبيعية والرياضيات.
في عام 1870، كتبت إلى ميريك وغراي، وهما كيميائيين تجاريين في بوسطن، تسألهما إن كان بالإمكان تبنيها كمتدربة؛ وردوا أنهم ليسوا بوضع يسمح بتبني طلاب وأن أفضل طريق لها أن تحاول دخول معهد التكنولوجيا في بوسطن كطالبة. وفي 10 ديسمبر 1870 وبعد بعض النقاش والتصويت أوصت هيئة التدريس في معهد التكنولوجيا للمجلس بقبول الآنسة سوالو كطالبة مميزة في الكيمياء. وبهذا أصبحت سوالو المرأة الأولى التي قُبلت في معهد ماساتشوستس للتكنولوجيا حيث كان بإمكانها إتمام دراستها و«لا يفهم بأن قبولها قد شكل سابقة في القبول العام للإناث» وفقًا لسجلات اجتماع مجلس معهد ماساتشوستس للتكنولوجيا في 14 يناير عام 1870. وفي عام 1873 نالت سوالو إجازة في العلوم من المعهد عن أطروحتها «ملاحظات عن السلفارسينايت والسلفانتيمونايت المأخوذة من كولورادو». تابعت دراستها في المعهد وكانت ستنال شهادتها المتقدمة الأولى لكن معهد ماساتشوستس للتكنولوجيا مانع منح هذا التمييز لامرأة ولم تنل شهادتها المتقدمة الأولى وهي ماجستير العلوم في الكيمياء حتى عام 1886.
عملت ريتشاردز في مجلس أمناء كلية فاسار لعدة سنوات ومنحت دكتوراه فخرية في العلوم عام 1910.

### الزواج والمنزل
في 4 يونيو عام 1875 تزوجت الآنسة سوالو من روبرت هالويل ريتشاردز (1844-1945) رئيس قسم هندسة التعدين في معهد ماساتشوستس للتكنولوجيا، والذي عملت معه في مختبر علم المعادن. سكنا في جامايكا بلاين في ماساتشوستس، وبفضل دعم زوجها بقيت مرتبطة بالمعهد، مقدمة خدماتها تطوعيًا ومساهمة بألف دولار سنويًا «لمختبر النساء»، وهو برنامج كان فيه معظم طلابها معلمي مدارس ممن لم يشمل تدريبهم على عمل مخبري وممن أرادو تنفيذ تجارب كيميائية وتعلم علم المعادن.

## مسيرتها المهنية

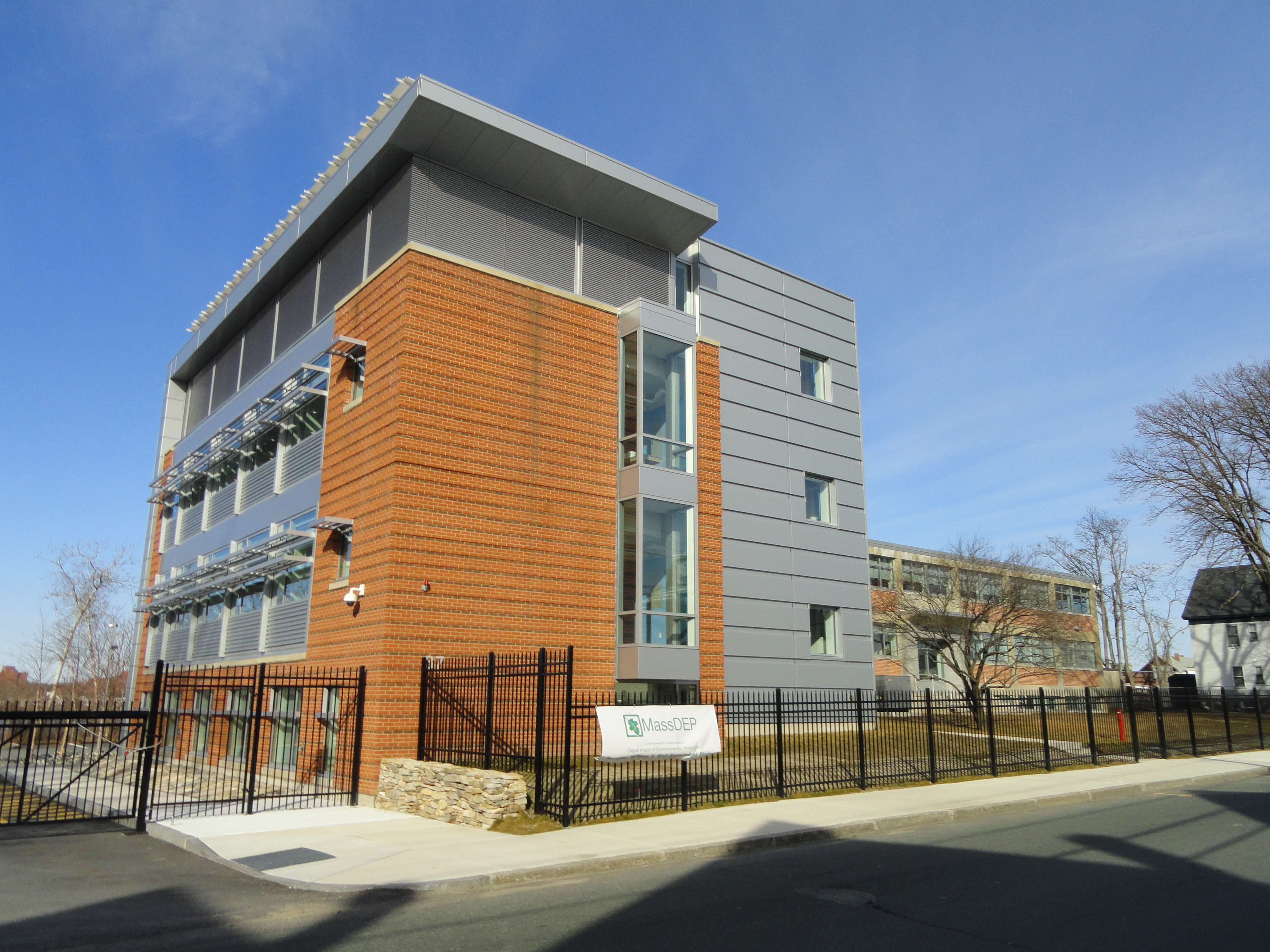
محطة لورانس للتجارب

كانت أول مهنة لها بدون أجر بعد التخرج من الكلية محاضرة في الكيمياء في معهد ماساتشوستس منذ عام 1873 حتى 1878.
ومنذ عام 1884 حتى وفاتها، كانت سوالو التي أصبحت السيدة ريتشاردز مدرسة في المختبر حديث التأسيس للكيمياء الصحية في مركز لورينس التجريبي الأول في الولايات المتحدة والذي ترأسه أستاذها السابق البروفيسور وليام ر. نيكولاس.
وفي عام 1884 عينت مدرسة للكيمياء الصحية في مختبر الدراسات الصحية المؤسس حديثًا في معهد ماساتشوستس.
كانت السيدة ريتشاردز كيميائية استشارية في اللجنة الصحية لولاية ماساتشوستس منذ عام 1872 حتى عام 1875، ومحلل المياه الرسمي للكومنولث منذ عام 1887 حتى 1897، كما عملت كخبيرة تغذية لصالح وزارة الزراعة الأمريكية.

## تجاربها العلمية

### جودة الماء والهواء
تحولت توجهاتها في ثمانينيات القرن التاسع عشر إلى الصحة العامة وخصوصًا جودة الماء والهواء. أجرت سلسلة من اختبارات المياه على 40 ألف عينة من المياه المحلية المقدمة كمياه شرب للسكان فيها. وهذا أدى إلى ما يدعى «خريطة ريتشاردز للكلور الطبيعي» التي كانت تنبئ بتلوث المياه الموجودة في أراضي ولاية ماساتشوستس. خططت هذه الخريطة تراكيز الكلوريد في مياه الولاية، ووضحت التوزيع الطبيعي للكلوريد القادم من المحيط (سبق مسحها بكثير ممارسة إذابة جليد الطرق بأملاح الكلور المشتقة). حددت خارطتها نسبة أعلى من 6.5 جزء من المليون ppm من الكلوريد قرب الشاطئ، مع زيادة التراكيز في منطقة كيب كود لتتخطى 10 ppm مع نسبة تحدر متناقصة شبه ثابتة إلى أقل من 1 ppm حول بيركشاير هيلز في أقصى غرب الولاية. وبهذا فإن المياه ذات تراكيز الكلور التي تنحرف عن المخطط يمكن أن تكون تلوثًا بشريًا. وكنتيجة لذلك، أسست ماساتشوستس أول معايير لجودة المياه في أمريكا، وأُنشئ أول معمل لمعالجة مياه الصرف الصحي.

### علم المعادن
كانت أطروحة الماجستير في فاسار تحليلا لكمية الفانديوم في فلز الحديد. أجرت العديد من التجارب في علم المعادن، من بينها اكتشاف بقايا غير حلولة من السمرسكيت المعدني النادر. وحُدّد ذلك لاحقًا من قبل علماء آخرين لينتج عنه الساماريوم والغادولينيوم. اعترف بها عام 1879 المعهد الأمريكي لهندسة التعدين وعلم المعادن كأول عضو أنثى لديهم.

### الصحة العامة المنزلية
طبقت ريتشاردز معرفتها العلمية على المنزل. فيما أن المرأة مسؤولة عن المنزل وتغذية العائلة في ذلك الوقت، شعرت ريتشاردز بأن على كل النساء أن يكن مثقفات في العلوم، فكتبت كتبا عن العلوم لاستخدامها في المنزل مثل 'كيمياء الطبخ والتنظيف' المنشور عام 1882. أدى كتابها 'مواد الطعام وغشها' (1885) إلى إقرار أول قانون للغذاء والدواء السليم في ولاية ماساتشوستس.
استخدمت منزلها كنوع من المختبر التجريبي من أجل عيش أكثر صحة من خلال العلم. وبسبب اهتمامها بجودة الهواء في منزلها انتقلت من التدفئة بالفحم والطبخ بالنفط إلى الغاز، كما ركبت مع زوجها مراوح تقوم بسحب الهواء من المنزل إلى الخارج لتحقيق بيئة هوائية أنظف ضمن المنزل، كما حددت جودة الهواء في المنزل جيدًا من خلال الاختبار الكيميائي وللتأكد بأن مياه المجاري لم تكن تلوث مياه الشرب.

## وصلات خارجية
- إيلين سوالو ريتشاردز على موقع الموسوعة البريطانية (الإنجليزية)

- مؤلفات إيلين سوالو ريتشاردز في مشروع غوتنبرغ
- أعمال أو نبذة عن إيلين سوالو ريتشاردز على أرشيف الإنترنت
- أعمال بواسطة إيلين سوالو ريتشاردز في المكتبة المفتوحة على أرشيف الإنترنت